# هیو لوری
جیمز هیو کالم لوری (به انگلیسی: James Hugh Calum Laurie) که با نام هیو لوری شناخته می‌شود، بازیگر، گوینده، کمدین، نویسنده، نوازنده و کارگردان انگلیسی است. او برای نخستین بار با بازی در نمایش دو نفره تلویزیونی فرای و لوری شناخته شد. همکاری او و همبازیش استیون فرای بین سال‌های ۱۹۸۲ تا ۲۰۱۰ در این شو ادامه یافت. این دو در پروژه‌های دیگری نیز همکاری داشته‌اند. از سال ۲۰۰۴، او ایفاگر نقش دکتر گرگوری هاوس شخصیت اصلی مجموعه دکتر هاوس است. او برای بازی در این نقش دو جایزه گلدن گلوب و دو جایزه انجمن بازیگران فیلم برده‌است و شش بار نیز برای دریافت جایزه امی نامزد شده‌است.
لوری در فیلم‌های سینمایی نیز ایفای نقش کرده‌است. از آن جمله، فیلم‌های حس و حساسیت (۱۹۹۵)، ۱۰۱ سگ خالدار (۱۹۹۶)، پرواز ققنوس (۲۰۰۴) و انیمیشن هیولاها علیه بیگانگان (۲۰۰۹).
از اوت ۲۰۱۰، لوری در میان بازیگران سریال‌های درام تلویزیون آمریکا بیشترین دستمزد را دریافت کرده‌است. در سال ۲۰۱۱ نام او در کتاب رکوردهای جهانی گینس، با دو رکورد ثبت شد؛ به عنوان بازیگری که تا آن زمان بالاترین دستمزد برای بازی در یک سریال درام را دریافت کرده‌است -با دریافت ۷۰۰٬۰۰۰ دلار آمریکا برای بازی در هر قسمت-. و به عنوان پرتماشاگرترین بازیگر مرد نقش اول در تلویزیون.

## سال‌های آغازین و تحصیلات
لوری در آکسفورد در آکسفوردشر انگلستان به دنیا آمد. او آخرین فرزند خانواده است و یک برادر و دو خواهر بزرگتر دارد. رابطه لوری با مادرش را به نوعی می‌توان تحمیلی و تصنعی توصیف کرد. پدر خانواده، ران لوری پزشک بود. او در المپیک ۱۹۴۸ لندن در رشته قایقرانی دو نفره مدال طلا گرفت.
لوری در دوران کودکی تحت تعالیم کلیسای پرسبیتری قرار داشت با این وجود او تصریح کرده‌است که به خدا معتقد نیست. لوری در آکسفورد بزرگ شد و به دراگون اسکول رفت. او بعدتر به کالج ایتون و بعد از آن به سلوین کالج در کمبریج رفت. در کمبریج او تحصیلاتش را در رشته‌های باستانشناسی و انسان‌شناسی اجتماعی ادامه داد.
در کمبریج او عضو باشگاه نمایش فوتلایتز بود که هنرپیشه‌ها و کمدین‌های شناخته‌شده‌ای را تربیت کرده‌است. در ۱۹۸۱ سرپرست باشگاه بود. او در باشگاه‌های نمایش باشگاه نمایش هرمس و باشگاه نمایش هاوک نیز عضویت داشت.
لوری همانند پدرش در مدرسه و دانشگاه قایقرانی می‌کرد. در سال ۱۹۷۷، او عضو تیم قایقرانی دونفره‌ای بود که برنده بازی‌های ملی نوجوانان انگلستان شد. این تیم نماینده انگستان در مسابقات پاروزنی قهرمانی نوجوانان جهان ۱۹۷۷ بود. او و هم تیمی اش در فینال سیلور گابلتس ۱۹۸۰ حضور داشتند. او در مسابقات سنتی قایقرانی ۱۹۸۰ بین کمبریج و آکسفورد یک جایزه بلو به دست آورد. طی این سال‌ها او روزی هشت ساعت تمرین می‌کرد تا برای حضور در المپیک آماده شود. لوری عضو باشگاه لیندر یکی از قدیمی‌ترین باشگاه‌های پاروزنی در جهان می‌باشد.
لوری بعد از یک دوره بیماری پاروزنی را به اجبار کنار گذاشت و به فوتلایتز پیوست. در این باشگاه او با اما تامپسون آشنا شد. رابطه عاشقانه این دو بعدها به صورت دوستی صمیمانه‌ای ادامه یافت. تامپسون، لوری و همبازی آینده‌اش استفان فرای را به هم معرفی کرد. در سال تحصیلی ۸۱–۱۹۸۰ لوری که آخرین سال تحصیلش را می‌گذراند، رئیس باشگاه فوتلایتز شد اما تامپسون هم معاون او بود. نمایش سالانه آن‌ها به نام سلار تیپز، در جشنواره ادینبورو برنده اولین دوره جایزه کمدی پرییر شد.

## بازیگری
جایزه پرییر، مسیر را برای اجرای سلار تیپز در وست اند مهیا کرد. علاوه بر آن نسخه‌ای تلویزیونی از این نمایش تهیه شد که در می ۱۹۸۲ روی آنتن رفت. این نمایش تلویزیونی موجب شد که لوری، فرای و تامپسون به همراه بن التون، رابی کولترین و سیبان ردموند برای نوشتن نمایشنامه و بازی در شوی کمدی دیگری برای تلویزیون گرانادا انتخاب شوند. این شو در دو فصل اجرا شد.

هیو لوری (جلو) در نقش برتی ووستر در نمایی از سریال جیوز و ووستر.

فرای و لوری همکاری خود را طی دهه‌های ۸۰ و ۹۰ در پروژه‌های متعددی ادامه دادند. سریال بلک‌ادر از مهم‌ترین نمونه‌های این همکاری‌ها محسوب می‌شود. این سریال که برای کانال یک بی‌بی‌سی تهیه شده بود بین سال‌های ۱۹۸۳ تا ۱۹۸۹ پخش می‌شد. داستان هر قسمت در زمینه تاریخی متفاوتی می‌گذشت. بن التون و ریچارد کرتیس نویسندگان این مجموعه بودند. فرای و لوری نقش‌های مکمل این سریال را بازی می‌کردند و روآن اتکینسون عهده‌دار نقش اصلی به نام ادموند بلک‌ادر بود. لوری کاراکترهای مختلفی را بازی می‌کرد که مهم ترینشان شاهزاده جرج و سروان جرج بودند. لوری و فرای در پروژه‌های دیگری نیز همکاری کردند؛ یک کمدی برای بی‌بی‌سی به نام کمی لوری و فرای و جیوِز و ووستر. نقش لوری در این کمدی برتی ووستر بود، کارفرمای مهربان و احمق جیوِز. همکاری لوری و فرای در تئاترهای خیریه، شوهای کمدی تلویزیونی و فیلم دوستان پیتر همبازی بوده‌اند. این دو در سال ۲۰۱۰ برای شوی اتحاد دوباره فرای و لوری به هم پیوستند.
لوری در فیلم تلویزیونی نامه‌هایی از یک خلبان بمب افکن (۱۹۸۵) تولید تلویزیون تِیمز، به کارگردانی دیوید هاجسون ظاهر شد. لوری در این فیلم نقشی کاملاً جدی بر عهده داشت. فیلم بر اساس‌نامه‌هایی ساخته شده بود که خلبان جی.آر. ای هاجسون به خانه می‌فرستاد. این خلبان طی عملیاتی در سال ۱۹۴۳ کشته شده بود.
در سال ۱۹۸۶، لوری در ویدئوی تک‌آهنگ چهارمین تجربه از کیت بوش بازی کرد. در ۱۹۹۲ او در ویدئویی برای تک‌آهنگ آنی لنوکس با نام راه رفتن روی شیشه شکسته ظاهر شد. در این ویدئو با گریم و لباسی از دوره جرجین انگلستان ظاهر شد که یادآور نقش پرنس جرج در سریال بلک ادر بود. همبازی او در این ویدئو جان مالکوویچ بود که با گریمی نظیر گریم نقشش وایکنت والمونت در فیلم پیوند خطرناک (۱۹۸۸) در ویدئو ایفای نقش کرد.
آخرین نقش‌های سینمایی لوری عبارت بودند از حس و حساسیت (۱۹۹۵)، ۱۰۱ سگ خالدار(۱۹۹۶)، شاید عزیزم (۲۰۰۰)، دختری از ریو (۲۰۰۴) و سه فیلم از مجموعه استوارت کوچولو.
در ۱۹۹۶، نخستین رمان لوری به نام اسلحه فروش -به انگلیسی The Gun Seller- منتشر شد. این رمان مهیج بغرنج که به لحنی طنزگونه نوشته شده بود در زمان خود پرفروش‌ترین بود. بعد از موفقیت کتاب اول، لوری مشغول تهیه فیلم نامه‌ای بر اساس آن کتاب و نوشتن کتاب دومی با نام سربازهای کاغذی بوده‌است. در سال ۱۹۹۸، لوری نقش مختصری به عنوان بازیگر مهمان در سریالدوستان داشت.
از سال ۲۰۰۲، لوری در مجموعه‌های متعدد تلویزیونی بریتانیایی در نقش‌های اصلی و مهمان حضور داشته‌است. در ۲۰۰۳، او کمدی تلویزیونی چهل و چند را کارگردانی و در آن بازی کرد. در ۲۰۰۱، او برای یک قسمت از سریال مرد خانواده صداپیشگی کرد. لوری در کارتون پرستون خوکه صداپیشه کاراکتر آقای گرگ بود. در ۲۰۰۴ او هنرپیشه مهمان شوی لنی هنری بود.

هیو لوری در نقش دکتر گرگوری هاوس

شهرت لوری در آمریکا از سال ۲۰۰۴ آغاز شد. در این سال او عهده‌دار نقش اصلی سریال شبکه فاکس، هاوس ام. دی -به انگلیسی House, M.D- شد. پزشک بدخلق متخصص طب تشخیصی در بیمارستان آموزشی پرینستون. لوری برای بازی دراین نقش با لهجه آمریکایی سخن می‌گوید. لوری ویدئوی آزمایشی برای گرفتن این نقش را در هنگام فیلم‌برداری پرواز ققنوس در نامیبیا، ضبط کرد. او توالت هتلش را برای اینکار انتخاب کرد چون به نظرش مناسب‌ترین نور ممکن را داشت. لهجه آمریکایی لوری در این ویدئوی آزمایشی به قدری قانع‌کننده از کار درآمد که برایان سینگر تهیه‌کننده سریال که نمی‌دانست این بازیگر انگلیسی است، او را دقیقاً نمونه‌ای گیرا از هنرپیشگان آمریکایی دانست که در جستجویشان است. لوری زمان بین برداشت‌های سریال و در زمان فیلمنامه خوانی هم به لهجه آمریکایی سخن می‌گوید. اما به هنگام کارگردانی اپیزود لاک داون، او از لهجه مادریش استفاده کرد.
در سال ۲۰۰۵ او برای ایفای نقش دکتر هاوس، نامزد دریافت جایزه امی شد. پس از ناکامی در دریافت این امی، لوری در ۲۰۰۶ و ۲۰۰۷، برای بازی در نقش هاوس دو گلدن گلاب و در ۲۰۰۷ و ۲۰۰۹ دو اسکرین آکتورز گیلد اوارد دریافت کرد. حقوق لوری در این سریال نیز به طرز چشم‌گیری افزایش یافت و از مرز ۳۵۰٬۰۰۰ به ازای هر اپیزود نیز گذشت. لوری در امی ۲۰۰۶ نامزد نشد به نظر می‌رسد ناخرسندی تهیه‌کنندگان فاکس در این امر بی تأثیر نبوده باشد، اما این باعث نشد او در میان پرده کوتاهی که ویژه امی آن سال آماده شده بود شرکت کند. او به عنوان یکی از اهداکنندگان جوایز با هلن میرن به روی سن آمد و متن خود را به زبان فرانسه بیان کرد. از آن زمان او به‌طور منظم برای جوایز امی سال‌های ۲۰۰۷ تا ۲۰۱۰، نامزد بوده‌است. موفقیت او در بازیگری به وضع مالی او هم تسری پیدا کرد. در ۲۰۱۰، نشریه تی وی گاید دستمزد بیش از ۴۰۰٫۰۰۰ دلاری او برای هر قسمت را در بین بازیگران مرد سریال‌های درام، بالاترین اعلام کرد.
در اوت سال ۲۰۰۷ لوری در مستند بی‌بی‌سی که به مناسبت تولد پنجاه سالگی استیون فرای ظاهر شد. در سال ۲۰۰۸ لوری در فیلم سلاطین خیابان در مقابل کیانو ریوز و فارست ویتاکر در نقش کاپیتان جیمز بیگیز بازی کرد. در ۲۰۰۹ او برای کاراکتر دکتر سوسک در انیمیشن هیولاها علیه بیگانگان صداپیشگی کرد. در کریسمس همان سال او در شوی ساتردی نایت لایو حاضر شد و در پایان مونولوگش مخلوطی از سه آواز کریسمس اجرا کرد.
در سال ۲۰۰۹، لوری برای بار دوم صداپیشه مهمان مجموعه مرد خانواده بود. در این حضور او کاراکتر دکتر هاوس و نیز لهجه آمریکایی خودش را هجو می‌کرد. در ۲۰۱۰، لوری در فیلم مستقل پرتقال‌ها نقش آفرینی کرد. کمدی رمانتیکی که به کارگردانی جولیان فارینو ساخته شده بود.
در هشتم فوریه ۲۰۱۲، فاکس اعلام کرد که فصل هشتم سریال هاوس آخرین فصل آن خواهد بود.

## هیو لوری و گرگوری هاوس
هنگامی که تهیه‌کنندگان سریال دکتر هاوس به دنبال بازیگر مناسب ایفای نقش اصلی بودند، دیوید شور نگران بود که اگر کاراکتر به بازیگر نامناسب سپرده شود، هاوس «صرفاً منفور» خواهد بود. آن‌ها به دنبال کسی بودند که بتواند نقش هاوس این شخصیت غیرقابل تحمل را، علی‌رغم کارهای بعضاً وحشتناکش، خواستنی از آب درآورد.
کاراکتر هاوس عبوس، تلخ، معاند، انسان گریز، بدبین، بداخم و زود خشم توصیف شده‌است. هاوس از تمسخر ضعف‌های دیگران، ظاهرشان و به ویژه اعتقاداتشان ابایی ندارد و اظهار نظرهایش پر از کنایه‌های جنسی و نژادی است.
هنگامی که از لوری خواسته شد برای نقش هاوس تست دهد، او در نامیبیا مشغول فیلم‌برداری پرواز ققنوس بود. لوری انتظار زیادی از این سریال نداشت و تصور می‌کرد پخش آن تنها چند هفته دوام داشته باشد. لوری تصمیم داشت برای هر دو نقش هاوس و دکتر جیمز ویلسون تست دهد. اما هنگامی که خواند ویلسون قرار است صورت باز و خوشایندی داشته باشد تصمیم گرفت تنها برای نقش هاوس اقدام کند. لوری تصمیم گرفت با همان لباس‌هایی که برای فیلم‌برداری به تن داشت، فیلم تست را ضبط کند. او حتی اصلاح هم نکرد. او در حمام هتلش با کمک همبازی‌هایش در فیلم پرواز ققنوس، جیکوب وارگاس و اسکات مایکل کمپبل، فیلم را ضبط کرد.
لوری با مطالعه خلاصه مختصری که از سریال در اختیار داشت تصور کرده بود، ویلسون شخصیت اصلی سریال است. او تا مطالعه متن کامل قسمت اول سریال، متوجه نشد هاوس شخصیت اصلی مجموعه است.
برایان سینگر پس از مشاهده فیلم‌های تست، تصمیم گرفته بود برای این نقش بازیگران بریتانیایی را به خاطر لهجه‌های تصنعی آمریکاییشان مطلقاً کنار بگذارد. اما هرچند که به نظر سینگر ویدئوی لوری به «ویدئوهای اسامه بن لادن» می‌ماند، بازی لوری او را تحت تأثیر قرار داد. او که لوری را نمی‌شناخت نتوانست تشخیص دهد او آمریکایی نیست. او حتی گفته بود ببینید بازیگرهای آمریکایی چطور می‌توانند نقش را از آن خود کنند. تصویری که شور از هاوس برای خود ساخته بود با ظاهر لوری بسیار فرق داشت، اما بعد از دیدن ویدئو او هم به اندازه سینگر تحت تأثیر قرار گرفت. بازیگران مشهورتری نظیر دنیس لیری، راب مورو و پاتریک دمزی نیز مد نظر قرار داشتند، اما سینگر، شور و تهیه‌کنندگان اجرایی، پال اتاناسیو و کیتی جیکوبز همگی باور داشتند لوری گزینه مناسب این نقش است.
حفظ لهجه آمریکایی برای لوری مشکل بوده‌است. -بریتانیایی‌ها r را خیلی نامحسوس تر از آمریکایی‌ها تلفظ می‌کنند- او می‌گوید هر بار گفتن coronary artery می‌توانست یک چالش واقعی باشد!

## موسیقی

روی جلد آلبوم لوری با عنوان Let them talk

لوری از شش سالگی، آموختن پیانو را آغاز کرده‌است. او پیانو، گیتار، درامز، هارمونیکا و ساکسیفون می‌نوازد. توانایی او در نوازندگی در سریال‌های متعدد تلویزیونی به نمایش درآمده است. لوری در گروه راک خیریه لوس آنجلس به نام بند فرام تی وی نوازنده کیبورد و خواننده است. از طرف دیگر پس از اینکه میت لوف در اپیزود بیستم فصل پنجم سریال هاوس حضور پیدا کرد لوری هم به عنوان مهمان ویژه برای ترانه اگر می‌شد مال من باشی از آلبوم ۲۰۱۰ میت لوف، پیانو نواخت.
در قسمت‌های متلفی از هاوس لوری با برخی از سازها کلاسیک راک نوازندگی می‌کند، از جمله گیتارهای گیبسون فلایینگ پنج و لس پال. کاراکتر او در سریال یک ارگ هموند بی-۳ در خانه دارد و در یک قسمت بخش آغازین ترانه‌ای از گروه راک انگلیسی پروکل هاروم می‌نوازد. در اول می ۲۰۱۱، لوری به همراه یک کوئنتت جاز برنامه پایانی جشنواره جاز چلتنهام را اجرا کردند، این اجرا با استقبال گسترده‌ای رو به رو شد.
در ۱۵ می ۲۰۱۱ لوری سوژه برنامه پرسپکتیوز از آی تی وی بود. در این برنامه او عشقش به موسیقی نیواورلئان را شرح داد و آهنگ‌هایی از آلبومش به نام بگذار سخن بگویند اجرا کرد. لوری در برنامه اجراهای عظیم از کانال پی بی اس که باز در مورد موسیقی جاز نیواورلئان بود نیز حضور یافت. این برنامه اولین بار در سی سپتامبر ۲۰۱۱ روی آنتن رفت.

## زندگی شخصی
مادر لوری، پاتریشیا در سال ۱۹۸۹، در هفتاد و سه سالگی در آکسفوردشر درگذشت. بیماری سخت او را به مدت دو سال با درد و فلج عمومی زمینگیر کرده بود. پرستار مادر در این سال‌ها پدر لوری بود. لوری پدرش را «عزیزترین مرد عالم» می‌داند. ران لوری در سال ۱۹۹۰ دوباره ازدواج کرد. او در ۱۹۹۸ بر اثر پارکینسون درگذشت.
لوری در سال ۱۹۸۹، در کمدن لندن با مربی تئاتر جو گرین ازدواج کرد. آن‌ها با پسرانشان چارلی و بیل و دخترشان ربکا در بلسایز پارک لندن زندگی می‌کنند. در سال ۲۰۰۹ خانواده تصمیم گرفت که به لوس آنجلس نقل مکان کند زیرا به‌طور معمول پس از آغاز سریال هاوس، اعضای خانواده قریب به نه ماه از هم دور می‌ماندند. این تصمیم در نهایت ملغی شد. چارلی و ربکا با پدرشان نقش‌های کوچکی بازی کرده‌اند.
بهترین دوست لوری، همبازی همیشگیش در کمدی‌های تلویزیونی، استیون فرای است. فرای ساقدوش لوری در مراسم ازدواجش و نیز پدرخوانده فرزندان اوست. لوری دوستی صمیمانه‌ای با همبازیش در سریال هاوس، رابرت شان لئونارد دارد و کماکان با اما تامپسون دوست است.
در ۲۳ می ۲۰۰۷، نام لوری از سوی ملکه الیزابت دوم به عنوان افسر رتبه امپراتوری بریتانیا در لیست قرار گرفت.
لوری برای مدتی با افسردگی بالینی دست و پنجه نرم کرده‌است و روان درمانی را کماکان ادامه می‌دهد. او می‌گوید برای نخستین بار در سال ۹۶ در حالی متوجه وجود مشکلی در خود شد که در داربی تخریبی -به انگلیسی demolition derby- شرکت کرده بود. لوری می‌گوید متوجه شدم که رانندگی در میان مواد منفجره و دود و آتش نه مایه هیجان و نه مایه ترسم می‌شد، بلکه حوصله‌ام را سر می‌برد. او در مصاحبه‌ای گفته بود که «کسالت» واکنش مناسبی در مقابل ماشین‌هایی که در حال انفجارند، محسوب نمی‌شود.
لوری در مقاله‌ای که در دیلی تلگراف بیست و هفت می ۹۹، چاپ شد، تحسین خود نسبت به نوشته‌های پی.جی. وودهاوس فکاهی‌نویس انگلیسی شرح داد و بیان کرد که خواندن رمان‌های وودهاوس مایه نجات زندگیش بوده‌است.
در مصاحبه دیگری در دیلی تلگراف، لوری بر خداناباوری خود تأکید کرد.
لوری، به موتورسیکلت عشق و تعصب شدیدی دارد و در هر دو خانه‌اش در لندن و لوس انجلس، موتورسیکلت دارد. در آمریکا او یک ترایومف بونویل دارد. لوری استفاده از این موتورسیکلت انگلیسی را «تلاش ناچیزی برای برافراشتن پرچم انگلیس می‌داند.»

## بگذار سخن بگویند
در ژوئیه ۲۰۱۰، اعلام شد که لوری پس از امضای قراردادی با کمپانی برادران وارنر در صدد است آلبومی در سبک بلوز منتشر کند. بگذار سخن بگویند، اولین آلبوم لوری با همکاری هنرمندان شناخته شده‌ای تولید و منتشر شد.
آلبوم پانزده ترانه اصل دارد و در ویرایش ویژه، سه ترانه دیگر نیز به آن اضافه شد. این آلبوم با فروش ۱۹۲٬۰۰۰ نسخه پرفروش‌ترین آلبوم سبک جاز در انگلستان بوده‌است. بگذار سخن بگویند، در رتبه‌بندی‌های جداول فروش موسیقی در آرژانتین، بلژیک، فرانسه، جمهوری چک، اتریش، آلمان و بریتانیا برای مدتی رتبه‌های تک رقمی در اختیار داشت.

## فیلم‌شناسی
| سال        | عنوان                                          | نقش                                  | توضیحات                                                                        |
| ---------- | ---------------------------------------------- | ------------------------------------ | ------------------------------------------------------------------------------ |
| ۱۹۸۱       | سلار تیپز                                      | نقش‌های مختلف                         | همکاری به عنوان نویسنده                                                        |
| ۱۹۸۳       | آلفرسکو (سریال تلویزیونی)                      | نقش‌های مختلف                         | همکاری به عنوان نویسنده                                                        |
| ۱۹۸۳       | مکعب کریستالی                                  | مکس بِلهِیوِن نقش‌های مختلف              |                                                                                |
| ۱۹۸۴       | جوانها (سریال تلویزیونی)                       | لرد مونتی                            | اپیزود: "بامبی "                                                               |
| ۱۹۸۵       | نامه‌هایی از یک خلبان بمب افکن (فیلم تلویزیونی) | افسر خلبان باب هاجسون                | فیلم تولیدی تلویزیون تیمز                                                      |
| ۱۹۸۵       | فراوانی                                        | مایکل                                |                                                                                |
| ۱۹۸۵       | تولد خانم کوپر                                 | بابی                                 |                                                                                |
| ۱۹۸۵       | خانواده‌های شاد (سریال تلویزیونی)               | جیم                                  |                                                                                |
| ۱۹۸۶       | بلک‌ادر ۲                                       | سایمون پاریج                         | اپیزود: "آبجو"                                                                 |
| ۱۹۸۶       | بلک‌ادر ۲                                       | پرنس لودویگ تباهی ناپذیر             | اپیزود: "زنجیرها"                                                              |
| ۱۹۸۷       | فیلثی، ریچ و کت فلاپ                           | ان یند                               |                                                                                |
| ۱۹۸۷       | بلک‌ادر۳                                        | جرج (بلک ادر)، شاهزاده ولز، پرنس رگن |                                                                                |
| ۱۹۸۸       | سرود کریسمس بلک‌ادر                             | پرنس جرج، لرد پیگموت (آینده)         |                                                                                |
| ۱۹۸۹–۱۹۹۵  | فرای و لوری                                    | نقش‌های مختلف                         | همکاری به عنوان نویسنده                                                        |
| ۱۹۸۹       | بلک ادر۴                                       | جرج بلک ادر                          |                                                                                |
| ۱۹۸۹       | بی‌بند                                          | کالین                                |                                                                                |
| ۱۹۸۹       | بیانیه جدید                                    | خدمتکار                              |                                                                                |
| ۱۹۹۰–۱۹۹۳  | جیوز و ووستر                                   | برتی ووستر                           |                                                                                |
| ۱۹۹۲       | دوستان پیتر                                    | راجر چارلستون                        |                                                                                |
| ۱۹۹۳       | یا همه چیز یا اصلاً هیچ چیز                     | لئو هاپکینز                          | فیلم تلویزیونی                                                                 |
| ۱۹۹۳–۱۹۹۵  | افسانه جزیره گنج                               | اسکوئر ترلاونی                       | صدا پیشه                                                                       |
| ۱۹۹۴       | سنجاق برای پروانه                              | عمو                                  | فیلم تلویزیونی                                                                 |
| ۱۹۹۵       | عقل و احساس                                    | آقای پالمر                           |                                                                                |
| ۱۹۹۵       | ملکه برفی                                      |                                      |                                                                                |
| ۱۹۹۶       | تریس قبول می‌کنه …                              | تیموتی باگ                           | فصل ۱                                                                          |
| ۱۹۹۶       | ۱۰۱ سگ خالدار                                  | جاسپر                                |                                                                                |
| ۱۹۹۷       | اسپایسورد (فیلم)                               | پوارو                                |                                                                                |
| ۱۹۹۷       | قرض‌کنندگان                                     | افسر پلیس الیور استیدی               |                                                                                |
| ۱۹۹۷       | جوجه اردک زشت                                  | تارکین                               | صدا پیشه                                                                       |
| ۱۹۹۸       | دوستان (مجموعه تلویزیونی)                      | آقای توی هواپیما                     | فصل ۴، اپیزود ۲۴                                                               |
| ۱۹۹۸       | صورت حساب                                      | هارپر، وکیل                          |                                                                                |
| ۱۹۹۸       | مردی با نقاب آهنین                             | پیِر، مشاور پادشاه                    |                                                                                |
| ۱۹۹۸       | دخترعمو بت                                     | بارون هکتور هالوت                    |                                                                                |
| ۱۹۹۹       | بلک‌ادر: گذشته و آینده                          | ویسکونت جرج بافتون-تافتون/جرجیوس     |                                                                                |
| ۱۹۹۹       | استوارت کوچولو                                 | آقای فردریک لیتل                     |                                                                                |
| ۲۰۰۰       | رندال و هاپکیک                                 | دکتر لاویر                           | اپیزود: "اختلال توهمات ذهنی"                                                   |
| ۲۰۰۰       | شاید عزیزم                                     | سم بل                                |                                                                                |
| ۲۰۰۰       | کارناوال                                       | کنزو                                 | صدا پیشه                                                                       |
| ۲۰۰۱       | دختری از ریو                                   | ریموند وودز                          |                                                                                |
| ۲۰۰۱       | زندگی با جودی گارلند: من و سایه هایم           | وینسنت مینلی                         |                                                                                |
| ۲۰۰۱       | مرد خانواده                                    | مشتری بار                            | صدا پیشه اپیزود: "One If by Clam, Two If by Sea"                               |
| ۲۰۰۱       | اکتشاف دنیای حقیقی هری پاتر                    | راوی                                 | صدا پیشه                                                                       |
| ۲۰۰۱       | دومین ستاره از چپ- یک قصه کریسمس               | آرچی                                 | صدا پیشه                                                                       |
| ۲۰۰۲       | مورد عجیب پنی آلیسون                           | نقش‌های مختلف                         |                                                                                |
| ۲۰۰۲       | استوارت کوچولو ۲                               | آقای فردریک لیتل                     |                                                                                |
| ۲۰۰۲       | مأموران مخفی (مجموعه تلویزیونی)                | جولز سیویتر                          |                                                                                |
| ۲۰۰۳       | ویزیترز جوان                                   | لرد برنارد کلارک                     |                                                                                |
| ۲۰۰۳       | چهل و چند (سریال تلویزیونی)                    | پال اسلیپری                          |                                                                                |
| ۲۰۰۳       | استوارت کوچولو: سری انیمیشن'                   | آقای فردریک لیتل (صدا پیشه)          | اپیزود "دزد کوفته قلقلی"                                                       |
| ۲۰۰۴       | Fire Engine Fred                               |                                      |                                                                                |
| ۲۰۰۴       | پرواز فونیکس                                   | یان                                  |                                                                                |
| ۲۰۰۵       | کبوتر بی‌باک                                    | افسر فرماده گاتسی                    | صدا پیشه                                                                       |
| ۲۰۰۵       | خالی بزرگ                                      | دکتر شماره پنج                       |                                                                                |
| ۲۰۰۶       | استوارت کوچولو ۳: آوای وحش                     | آقای فردریک لیتل                     | صدا پیشه                                                                       |
| ۲۰۰۶، ۲۰۰۸ | پخش زنده شنبه شب                               | مجری شخصیت‌های مختلف                  | فصل۳۲، اپیزود۴ فصل ۳۴، اپیزود ۱۱                                               |
| ۲۰۰۸       | سلاطین خیابان                                  | کاپیتان بیگز                         |                                                                                |
| ۲۰۰۹       | هیولاها علیه بیگانگان                          | دکتر سوسک                            | صدا پیشه                                                                       |
| ۲۰۱۰       | مرد خانواده                                    | گرگوری هاوس/خودش                     | صدا پیشه اپیزود: "Business Guy"                                                |
| ۲۰۱۰       | سیمپسون‌ها                                      | راجر                                 | صدا پیشه اپیزود: "Treehouse of Horror XXI"                                     |
| ۲۰۱۰       | Fry and Laurie Reunited                        | خودش                                 |                                                                                |
| ۲۰۱۱       | هاپ                                            | آقای بانی                            | صدا پیشه                                                                       |
| ۲۰۱۱       | پرتقال‌ها                                       | دیوید والی                           |                                                                                |
| ۲۰۱۱       | تا بعد... با جولز هالند                        | خودش                                 | اجرای "You Don't Know My Mind" و "Swanee River" (هر دو از آلبوم Let Them Talk) |
| ۲۰۱۱       | آرتور کریسمس                                   | اسنیو                                | صدا پیشه                                                                       |
| ۲۰۱۲       | آقای پیپ                                       | Mr. Watts                            | بازیگر                                                                         |
| از ۲۰۰۴    | دکتر هاوس                                      | دکتر گرگوری هاوس                     | نقش اصلی کارگردان اپیزود: لاک داون                                             |
| ۲۰۱۳       | Copper Bottom Blues                            | Himself                              | Documentary                                                                    |
| ۲۰۱۴       | بزرگ سیاره کوچک ۳                              | Newton                               | Voice                                                                          |
| ۲۰۱۵       | سرزمین فردا                                    | David Nix                            |                                                                                |
| ۲۰۱۵       | معاون رئیس‌جمهور (مجموعه تلویزیونی)             | Sen. Tom James                       |                                                                                |
| ۲۰۱۶       | مدیر شب                                        | ریچارد روپر                          |                                                                                |
| ۲۰۱۸       | هولمز و واتسون                                 | مایکرافت هولمز                       |                                                                                |
| ۲۰۱۹       | تبصره۲۲ (مینی‌سریال)                            |                                      |                                                                                |

## جوایز
هیو لوری نامزدی‌ها و جوایز زیر را برای ایفای نقش دکتر گرگوری هاوس در سریال هاوس به دست آورده‌است.

### جایزه امی
- نامزد دریافت بازیگر نقش اول مرد سریال درام- ۲۰۰۵
- نامزد دریافت بازیگر نقش اول مرد سریال درام- ۲۰۰۷
- نامزد دریافت بازیگر نقش اول مرد سریال درام- ۲۰۰۸
- نامزد دریافت بازیگر نقش اول مرد سریال درام- ۲۰۰۹
- نامزد دریافت بازیگر نقش اول مرد سریال درام- ۲۰۱۰
- نامزد دریافت بازیگر نقش اول مرد سریال درام- ۲۰۱۱

### جایزه گلدن گلوب
- برنده جایزه بهترین اجرا از سوی بازیگر مرد در یک سریال درام- ۲۰۰۵[۵۰]
- برنده جایزه بهترین اجرا از سوی بازیگر مرد در یک سریال درام- ۲۰۰۶
- نامزد دریافت جایزه بهترین اجرا از سوی بازیگر مرد در یک سریال درام- ۲۰۰۷
- نامزد دریافت جایزه بهترین اجرا از سوی بازیگر مرد در یک سریال درام- ۲۰۰۸
- نامزد دریافت جایزه بهترین اجرا از سوی بازیگر مرد در یک سریال درام- ۲۰۰۹
- نامزد دریافت جایزه بهترین اجرا از سوی بازیگر مرد در یک سریال درام- ۲۰۱۰

### جایزه ساتلایت
- برنده دریافت بازیگر نقش اول مرد سریال درام- ۲۰۰۵
- برنده دریافت بازیگر نقش اول مرد سریال درام- ۲۰۰۶
- نامزد دریافت بازیگر نقش اول مرد سریال درام- ۲۰۰۷

### جایزه اسکرین آکتورز گیلد
- نامزد جایزه بهترین اجرا از سوی بازیگر مرد در یک سریال درام- ۲۰۰۶
- برنده جایزه بهترین اجرا از سوی بازیگر مرد در یک سریال درام- ۲۰۰۷
- نامزد جایزه بهترین اجرا از سوی بازیگر مرد در یک سریال درام- ۲۰۰۸
- برنده جایزه بهترین اجرا از سوی بازیگر مرد در یک سریال درام- ۲۰۰۹
- نامزد جایزه بهترین اجرا از سوی بازیگر مرد در یک سریال درام- ۲۰۱۰
- نامزد جایزه بهترین اجرا از سوی بازیگر مرد در یک سریال درام- ۲۰۱۱

### جایزه انجمن منتقدان تلویزیون
- برنده دستاورد فردی در مجموعه درام- ۲۰۰۵
- برنده دستاورد فردی در مجموعه درام- ۲۰۰۶
- نامزد دستاورد فردی در مجموعه درام- ۲۰۰۷[۵۱]

### جایزه برگزیده نوجوانان
- نامزد بازیگر مرد درام تلویزیونی- ۲۰۰۶
- برنده بازیگر مرد درام تلویزیونی- ۲۰۰۷

### جایزه برگزیده مردم
برنده ستاره محبوب تلویزیونی مرد- ۲۰۰۸
برنده ستاره محبوب تلویزیونی مرد- ۲۰۰۹
برنده محبوب‌ترین بازیگر مرد درام- ۲۰۱۰
برنده محبوب‌ترین بازیگر مرد درام- ۲۰۱۱
برنده محبوب‌ترین دکتر تلویزیون- ۲۰۱۱

## کتاب‌ها
هیو لوری، تا کنون یک رمان بلند نوشته‌است. کتاب او با نام اسلحه فروش تا کنون توسط ناشرین مختلف به دفعات تجدید چاپ شده‌است. لوری نسخه‌های اولیه کتاب را با استفاده از نام مستعار برای ناشرین فرستاد و تنها پس از آنکه قرارداد بسته شد هویت خود را برای ناشرش فاش کرد. این اصرار ناشر بود که باعث شد کتاب در نهایت به اسم واقعی لوری منتشر شود.
کتاب داستان توماس لنگ، افسر سابق ارتش را روایت می‌کند که زندگی فقیرانه‌ای دارد. لنگ علی‌رغم میل خود وارد جهان قاچاق اسلحه، تروریسم و سازمان‌های اطلاعاتی می‌شود.
قرار بود دومین رمان او با عنوان سربازان کاغذی در سال ۲۰۰۹، منتشر شود اما در مورد تاریخ اتمام کتاب و انتشار قطعی آن اظهار نظر قطعی صورت نگرفته‌است.
* The Gun Seller UK (HB) (William Heinemann Ltd (مه ۱۹۹۶)) ISBN 0-434-00297-6 (PB) (William Heinemann Ltd (مه ۱۹۹۶)) ISBN 0-434-00375-1
- The Gun Seller US (HB) (Soho Press (مه ۱۹۹۷)) شابک ‎۱−۵۶۹۴۷−۰۸۷−۱ (PB) (Mandarin (مارس ۱۹۹۷)) ISBN 0-7493-2385-X
  -  (PB) (Washington Square Press (نوامبر ۱۹۹۸)) شابک ‎۰−۶۷۱−۰۲۰۸۲-X